# بلبل أموريم دوس سانتوس
بلبل أموريم دوس سانتوس (بالبرتغالية: Valberto Amorim dos Santos‏) (16 مارس 1973 في سانتوس، ساو باولو في البرازيل – )؛ هو لاعب كرة قدم سابق كان يلعب كلاعب وسط.

## وصلات خارجية
- بلبل أموريم دوس سانتوس على موقع رابطة كرة القدم اليابانية للمحترفين (اليابانية)
- بلبل أموريم دوس سانتوس على موقع قاعدة بيانات كرة القدم.إي يو (الإنجليزية)
- بلبل أموريم دوس سانتوس على موقع Soccerway.com (الإنجليزية)
- بلبل أموريم دوس سانتوس على موقع عالم كرة القدم.نت (الإنجليزية)